# Dominic Antonelli
Dominic Anthony "Tony" Antonelli (Detroit, 23 de agosto de 1967) é um astronauta norte-americano.
Nascido no estado do Michigan, Antonelli cresceu em Indiana e na Carolina do Norte, onde completou o curso secundário, formando-se depois em aeronáutica e astronáutica no Instituto de Tecnologia de Massachusetts (MIT) e na Universidade de Washington.
Como oficial e aviador naval da Marinha dos Estados Unidos, ele serviu a bordo do porta-aviões USS Nimitz, como líder de esquadrão de caças F/A-18C Hornet, em apoio à operação de vigia do espaço aéreo iraquiano, após a Guerra do Golfo em 1991. Graduado como piloto de testes pela prestigiosa Escola de Piloto de Teste da Força Aérea dos Estados Unidos, acumulou em sua carreira militar um total de 3200 horas de voo em 41 tipos de aeronaves, e fazendo cerca de 270 aterrissagens em porta-aviões.
Selecionado para o corpo de astronautas da NASA em 2000, Antonelli passou cerca de nove anos trabalhando em diversas tarefas técnicas em terra, até ser designado para um voo espacial.
Sua primeira ida ao espaço foi como piloto da missão STS-119 da Discovery, em 15 de março de 2009, expedição que instalou os últimos painéis solares na estrutura da Estação Espacial Internacional (ISS).
Seu segundo voo espacial foi como piloto da missão STS-132, que transportou o módulo russo de pesquisa Rassvet para instalação na estrutura da ISS, em maio de 2010, última missão do ônibus espacial Atlantis ao espaço.